# Pakana
Pakana, jedno od plemena Muskogee Indijanaca s Hatchet Creeka u okrugu Coosa u Alabami. nakon što je 1717. utemeljen Fort Toulouse u Alabami Pakane žive u ovom kraju zajedno s Alabamama i Koasatima, da bi nakon što su 1763. Francuzi migrirali preko Mississippija krenuli s njima u Louisianu i nastanili se na rijeci Calcasieu najkasnije do 1787., oko 50 milja jugoistočno od naselja Coushatta Indijanaca. Godine 1834. oni ulaze na područje Teksasa u pratnji plemena Alabama i Coushatta, i grade sebi selo kod današnjeg Onalaska, na zapadu okruga Polk. 
Prema indijanskom agentu Johnu Sibleyu godine 1805. oko 150 ih je živjelo na Calcasieu Bayou. Dolaskom u Teksas izvjesni John Burgess (za koga kažu da je bio Francuz) ženi se za jednu Pakana Indijanku i kupuje 640 akara zemljišta duž rijeke Kickapoo. Burgess tada poziva i njezine ostale suplemenike da dođu k njima na John Burgess Survey, što će postati dom Pakana u okrugu Polk. Godine 1859. teksaški guverner Hardin Richard Runnels imenuje James Barclaya za agenta Muskogee Indijanaca, ali i plemena Alabama i Coushatta, što su živjeli u okrugu Polk. Barclay je bio zadužen i za Pakane, ali oni ostaju živjeti na John Burgess Surveyu i ne priključuju se Coushattama i Alabamama. Ovdje polako gube identitet s ostala dva plemena. Godine 1859. preostalo ih je 50 a 1882. svega 42. Godine 1899. većina ovih Pakana natjerana je od ostatka Creek Indijanca iz Oklahome da dođu živjeti u Oklahomu k narodu Creek Nation, a na John Burgess Surveyu ostalo ih je tek oko deset.

## Vanjske poveznice
- Pakana Muskogee Indians